# 铁法铁路
铁岭至法库铁路位于辽宁省铁岭市西北部，是京哈铁路在铁岭市的支线，目前全长220公里。本线在1959年建成，使铁法煤矿能顺利开采。如今，本线不仅仅是煤炭的运输线路，还是中国大陆少有的蒸汽机车动态展示区。

## 背景
1956年4月，辽宁省法库县大明安碑村农民在打井时候发现薄煤，当时正在返乡探亲的东北煤田第一勘探局101队描图员周毅闻讯后提取采样，并向队里汇报。101队赴大明普查组随后在当地进行调查，并于7月进行钻探施工。第一孔打在大明安碑，在孔深87米开始见煤。随后在西营盘、西家子施工的钻孔中也见到可采煤层。由于煤田地理位置东属铁岭县、西归法库县管辖，故取名为“铁法煤田”。1958年5月，当地成立了抚顺矿务局铁法煤田开发处，开始建设铁法煤矿。

## 历史
为运输煤炭，1959年3月，从铁岭至法库的铁路开始修建，时任辽宁省委第一书记的黄火青曾亲自在工地上修路；同年10月，铁岭至三家子的32.6公里区间完工。工程共耗资949.6万元，建设桥梁5座共528延米，完成路基土石方224.1万立方米:266。
第一台蒸汽机车由抚顺矿务局提供。建成初期的铁路设施缺乏，给机车加水时需要用筐舀河水，装运煤炭也只能用铁锹完成，而火车头的车库也是工人们用木板搭建的。从1960年开始，这条铁路和蒸汽机车就是当地居民主要的出行方式。1968-1969年，横跨辽河的大桥从原先的木制结构改为钢筋混凝土结构。
1990年，铁法至康平铁路通车，线路覆盖了“三县两市”（铁岭县、法库县、康平县、铁岭市、沈阳市），运量进一步提高。然而，5台建设型蒸汽机车却已接近报废年限，而矿务局尚未培养内燃机车的司机，于是矿务局只好从唐山机车厂订购了3台上游型蒸汽机车；三台机车在1999年10月投入使用。
同年起，铁法煤矿的运输任务改由柴油機車承担，而蒸汽机车则被闲置。在蒸汽机车仍然服役的时候，矿区的领导发现，一些国外的鐵道迷专程前来乘坐；因此，矿务局决定将这些留存的蒸汽机车用作观光项目。

## 改造
1964年，本线8-21.5公里区间的地下水上涌问题得到解决。1969年，横跨辽河的大桥，以及另外16座桥完成改造，线路改道10.6公里。1977年至1981年，本线17.2-20.8公里区间的坡度降为6‰。1981-1984年间，本线的轨道逐步换成50公斤/米的钢轨。

## 运营
从1975年开始，大青至三家子区间的管理权被沈阳铁路局移交给铁法矿务局；自此，沈阳局仅管理铁岭至大青的22.5公里，大青至三家子区间则成为铁法煤矿的专用铁路。1960年，本线的货物周转量为241.2万吨/公里，到1994年时达到了24459万吨/公里。至1987年，本线的客运量接近1000万人次。

## 旅游
调兵山蒸汽机车博物馆位于铁岭市调兵山市，是一个观光铁路项目，由铁岭煤矿集团管理，为国家AAAA级景区，也是目前中国大陆唯一允许游客驾驶蒸汽机车的旅游景点。整个博物馆占地1500平方米。2007年，景区晋升为“全国工业旅游示范点”。2010年时，该博物馆为国家AAA级景区。2011年，当地景区投资750万元，建设火车头旅游专线，同年成功晋级国家AAAA级景区。2012年11月16日，辽宁省政协秘书长孙远良带领省政协考察团参观博物馆。
从2003年开始，该博物馆一共举办了12届“国际蒸汽机车旅游节”。到2017年，该博物馆共接待了中外游客共20万人次。

## 车站
| 名称         | 里程（公里） | 位置     | 等级 | 备注                                                            |
| ------------ | ------------ | -------- | ---- | --------------------------------------------------------------- |
| 铁岭站       | 0            | 铁岭市   | 二   | 连接京哈铁路                                                    |
| 铁岭西站     | 6.1          | 铁岭市   | 四   | 非现在的高铁站                                                  |
| 镇西堡站     | 12.4         | 铁岭县   | 四   |                                                                 |
| 大青站       | 22.2         | 调兵山市 | 四   | 沈阳局与矿务局的交接站，每年吞吐量达到1000万吨                  |
| 以下为专用线 |              |          |      |                                                                 |
| 小青站       |              | 调兵山市 |      | 已移交铁法矿务局管理                                            |
| 会让站       |              | 调兵山市 |      | 已移交铁法矿务局管理                                            |
| 三家子站     |              | 调兵山市 |      | 1980年前的交接站，已移交铁法矿务局管理。与3条铁法矿区铁路相连。 |

## 车辆
本线曾运行过建設型蒸汽機車，以及上游型蒸汽机车，编号分别为1770、1771和1772；三台“上游型”是中国最后制造的蒸汽机车。
在建设蒸汽机车博物馆时，矿务局从内蒙古引进了编号为487的KD型蒸汽機車，这也是目前唯一一台能运行的KD型机车。在蒸汽机车博物馆里“待命”的还有跃进269机车、建设5029机车，以及18台上游型机车，都处于随时可以启动的状态。

## 影响
这条铁路和线上的蒸汽机车曾在多个电影和电视剧里出镜：
- 《红色追击令》
- 《建国大业》
- 《一九四二》[25]
- 《永恒的汽笛》
- 《一代宗师》
- 《闯关东》
- 《东方》
- 《百团大战》
- 《一个人的奥林匹克》
- 《铁道飞虎》
- 《一路惊心》